# Álvaro Obregón (Oaxaca)
Álvaro Obregón es una localidad del estado mexicano de Oaxaca, perteneciente al municipio de Juchitán de Zaragoza —del que tiene carácter de agencia municipal— y localizada en el istmo de Tehuantepec.

## Localización y demografía
Álvaro Obregón se encuentra localizada en las coordenadas geográficas 16°17′50″N 95°05′05″O / 16.29722, -95.08472 y a una altitud de 6 metros sobre el nivel del mar; se encuentra en un enclave del municipio de Juchitán de Zaragoza territorialmente aislado del sector donde se encuentra la cabecera municipal, siendo separados por el territorio del municipio de San Blas Atempa. Su única vía de comunicación es una carretera estatal que la une con la ciudad de Juchitán de Zaragoza por los territorios de San Blas Atempa y de Santa María Xadani.
De acuerdo a los resultados del Censo de Población y Vivienda de 2010 realizado por el Instituto Nacional de Estadística y Geografía, la población de Álvaro Obregón es de 3 558 habitantes, de los cuales 1 774 son hombres y 1 784 son mujeres; lo que la convierte en la tercera localidad más poblada del municipio, tras la cabecera municipal y La Ventosa.